# Male Orjule
Male Orjule – wyspa w Chorwacji, na Morzu Adriatyckim.
Wraz z wyspą Vele Orjule leży w zatoce Kvarnerić, wzdłuż wyspy Lošinj. Zajmuje powierzchnię 0,33 km². Jest porośnięta trawą i wykorzystywana do wypasu zwierząt.